# 抱返り渓谷
抱返り渓谷（だきがえりけいこく）は秋田県仙北市にある渓谷。抱返渓谷、抱返渓ともいう。

## 概要
雄物川支流の玉川中流に位置し、全長は約10kmにも及ぶ。田沢湖抱返り県立自然公園に指定。
東北の耶馬渓の異名を持つ景勝地で、一湯、六滝、三島（奇岩のこと）の見所があるといわれる。見所としては巫女岩、山伏岩、茣蓙の石などの奇岩、回顧の滝（みかえりのたき）、百尋滝などがある。最も上流には神代ダムがある。
田沢湖の南方にあり、下流にはみちのくの小京都で知られる角館があるため、観光客は非常に多い。特に紅葉のシーズンには非常に多くの観光客が散策に訪れる。

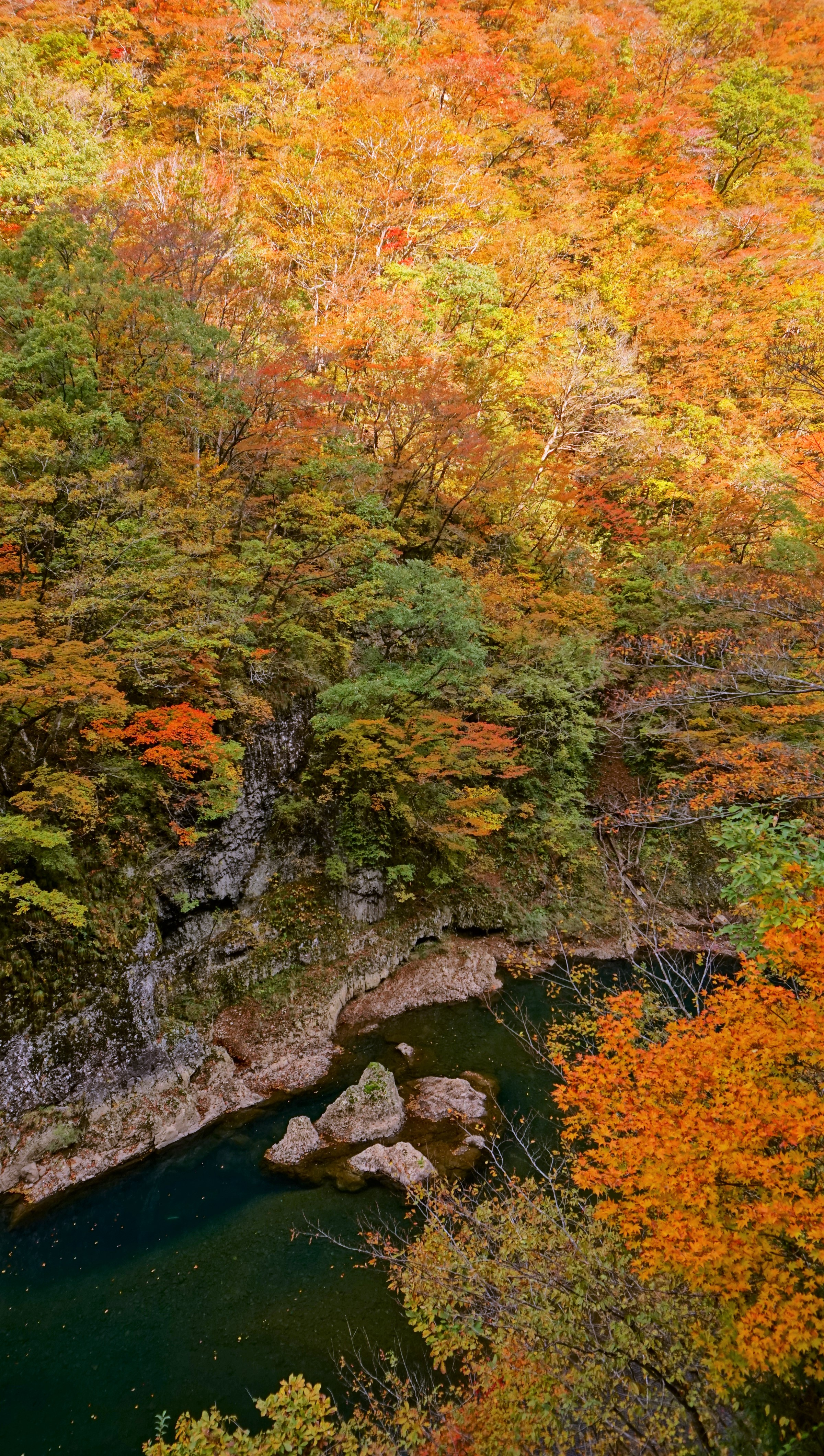
紅葉の渓谷（2020年11月）
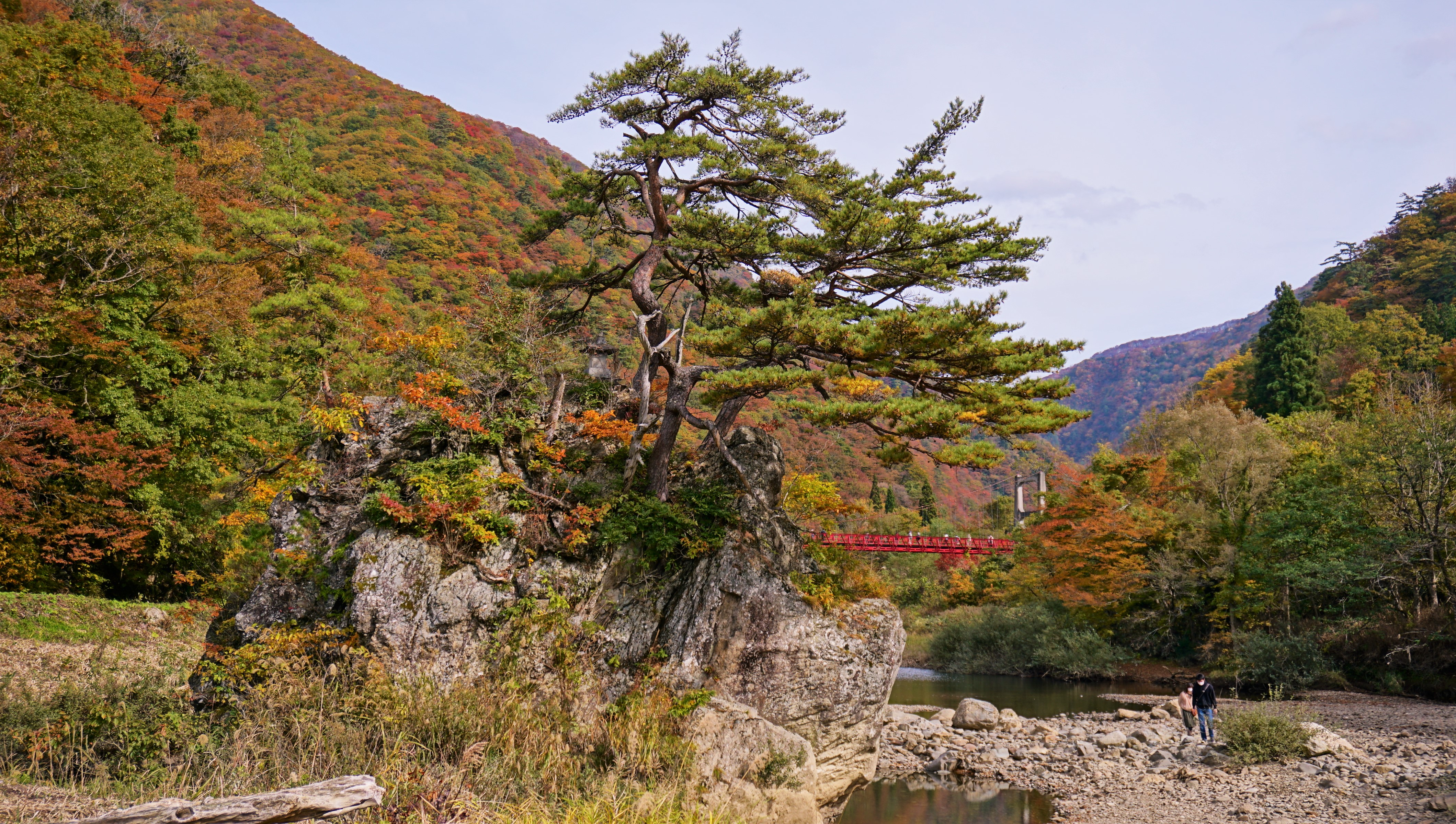
巫女石（2020年11月）
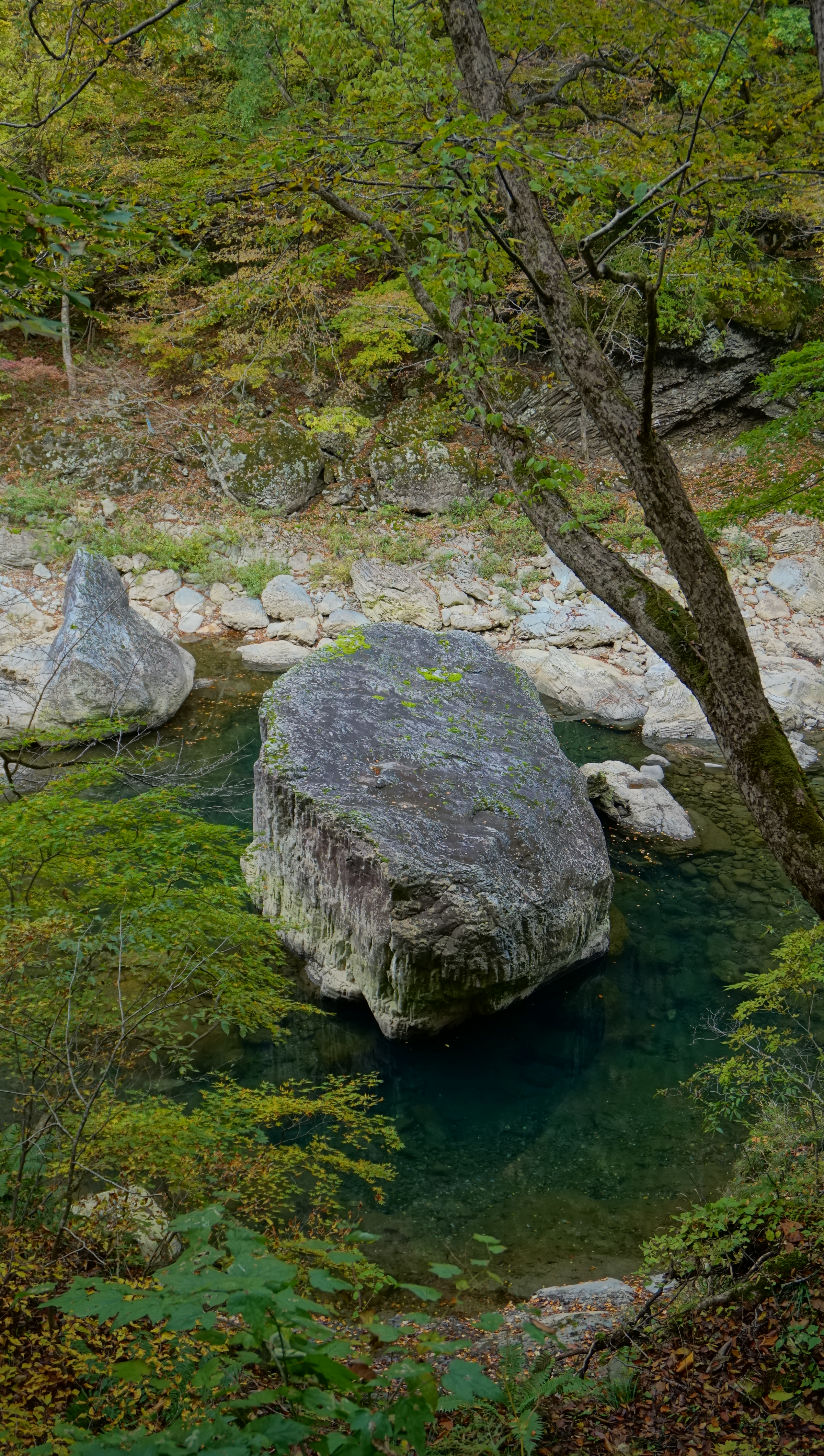
茣蓙の石（2020年11月）
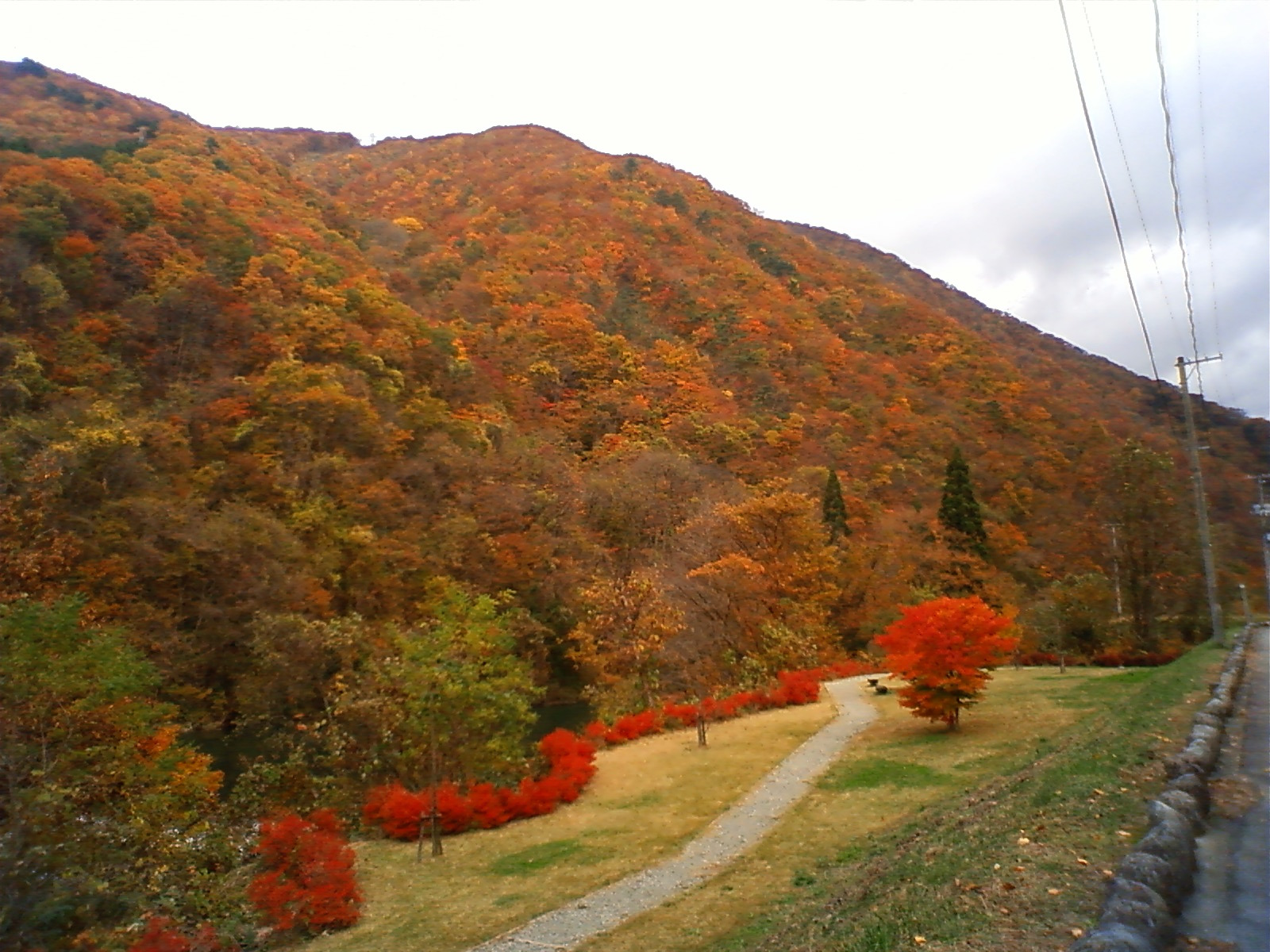
神の岩橋付近にある公園（2008年11月）
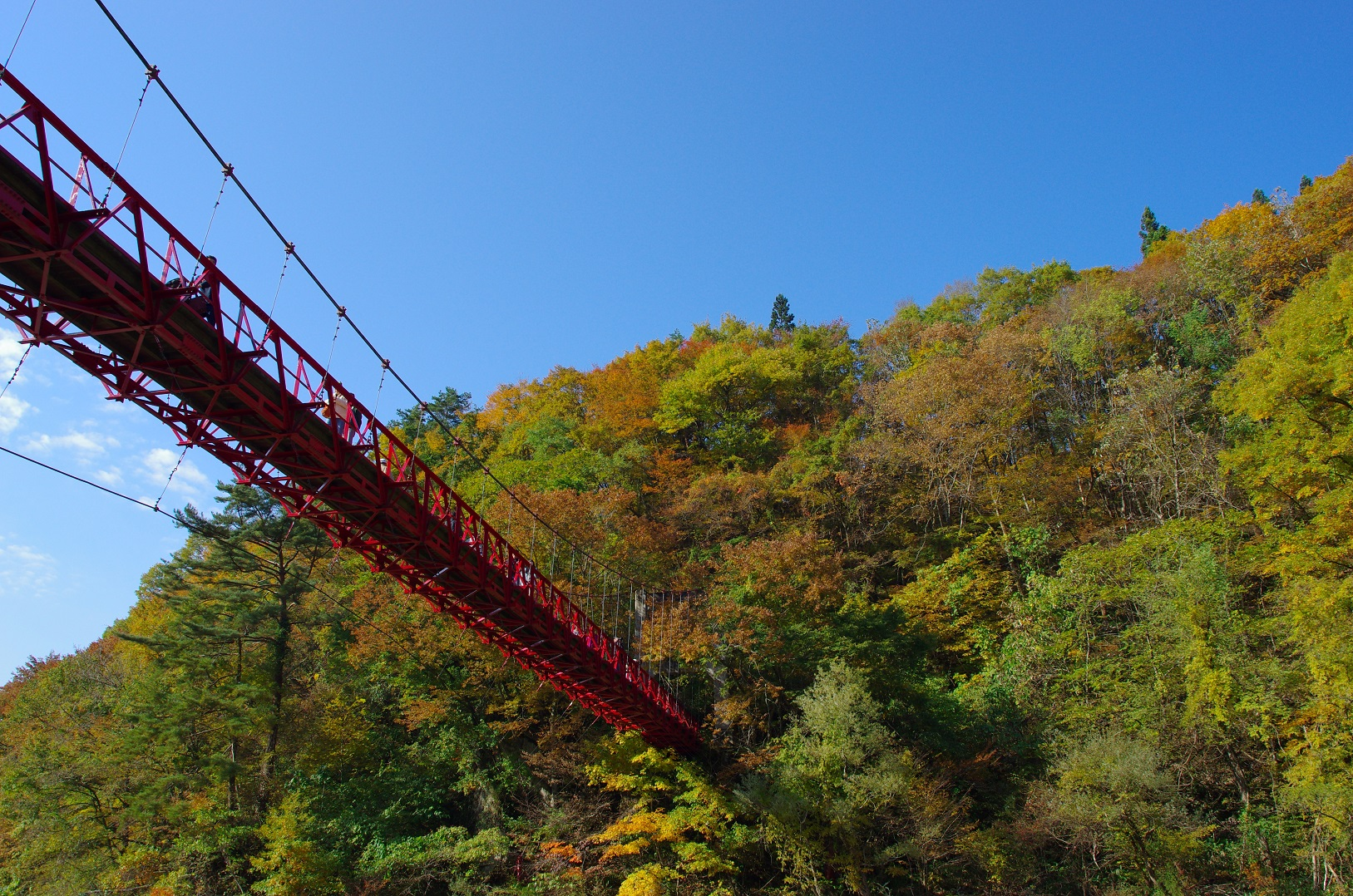
神の岩橋を直下より（2010年11月）
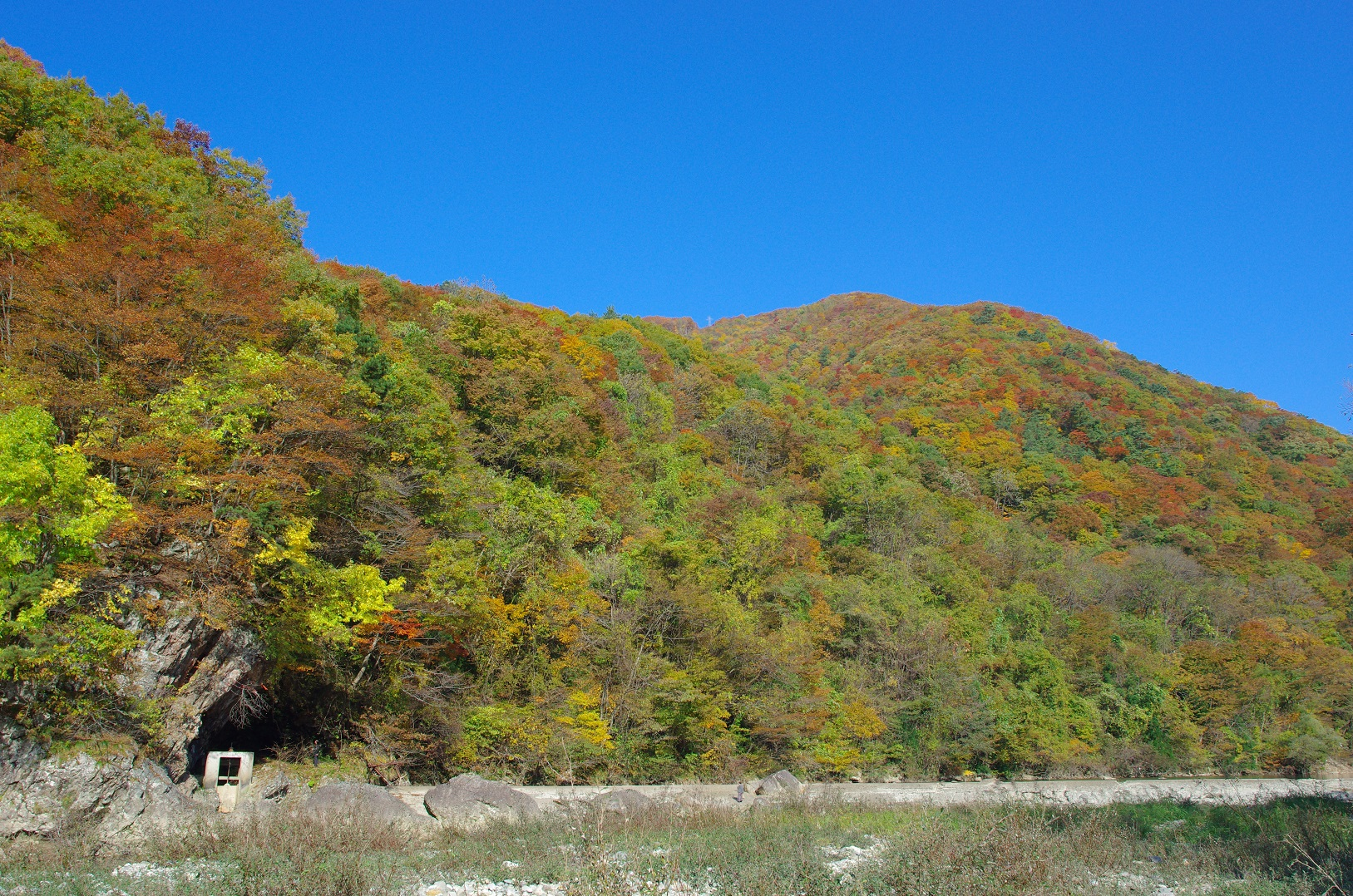
神の岩橋直下より上流（2010年11月）
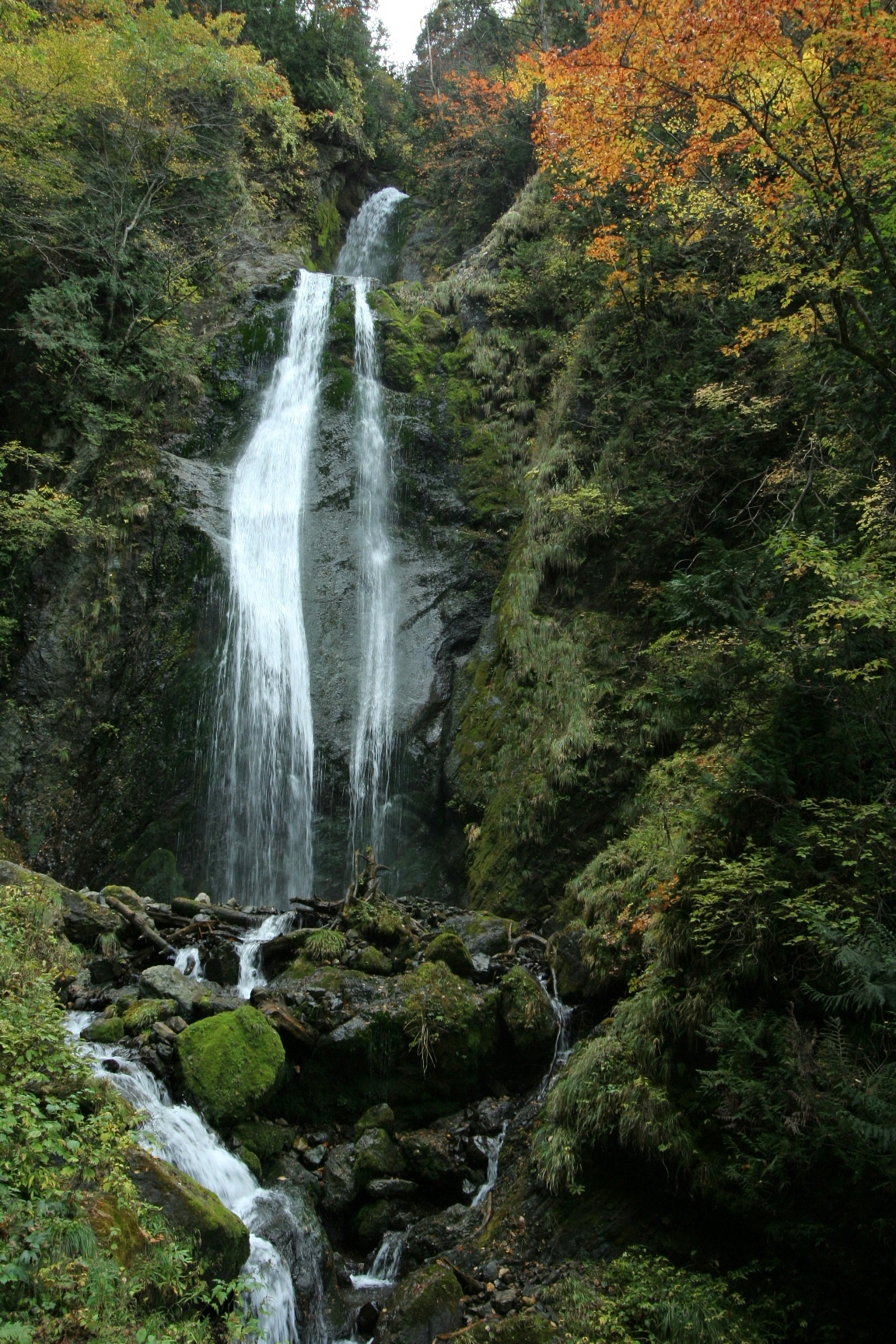
回顧の滝
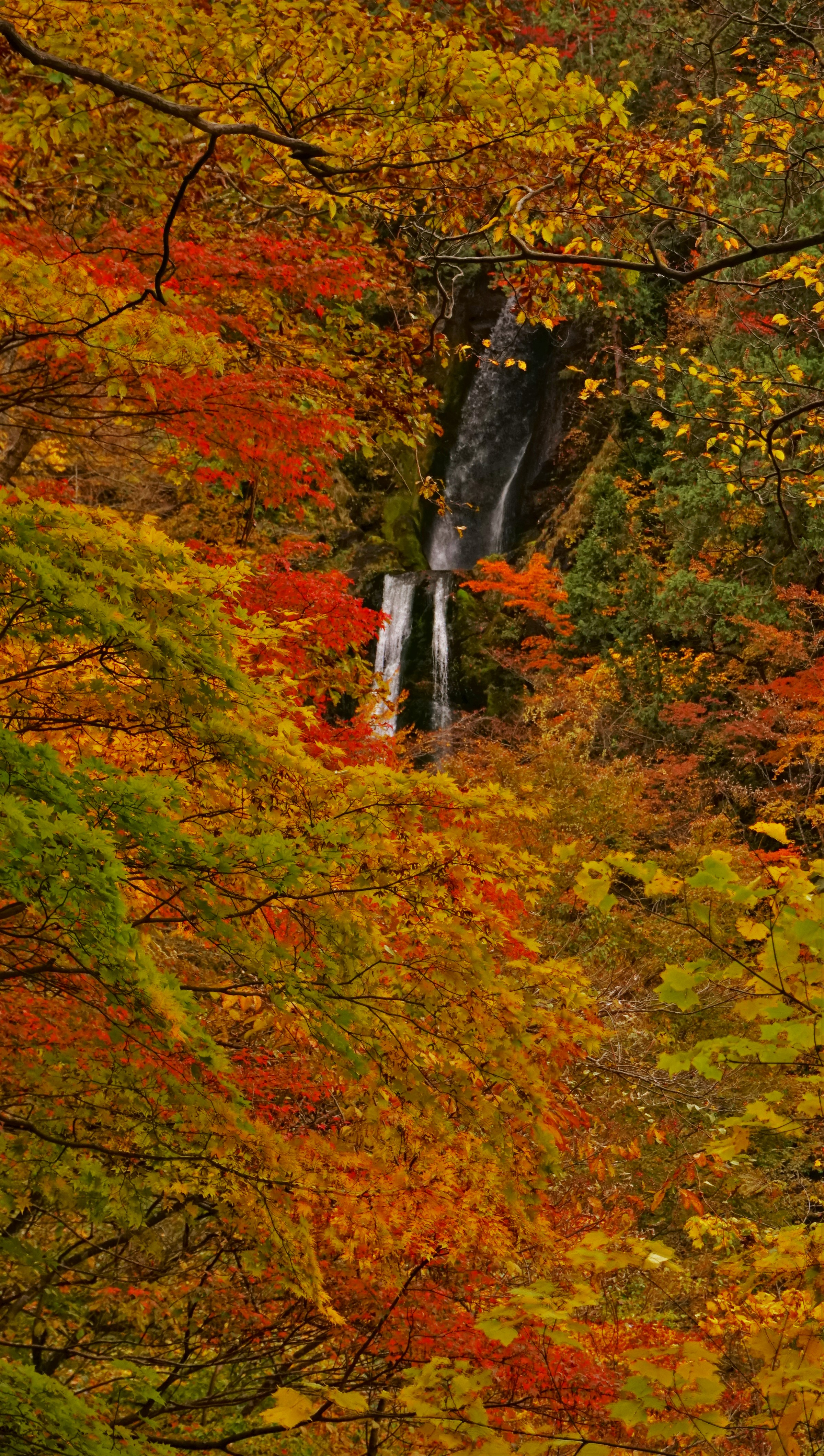
回顧の滝（遠望）
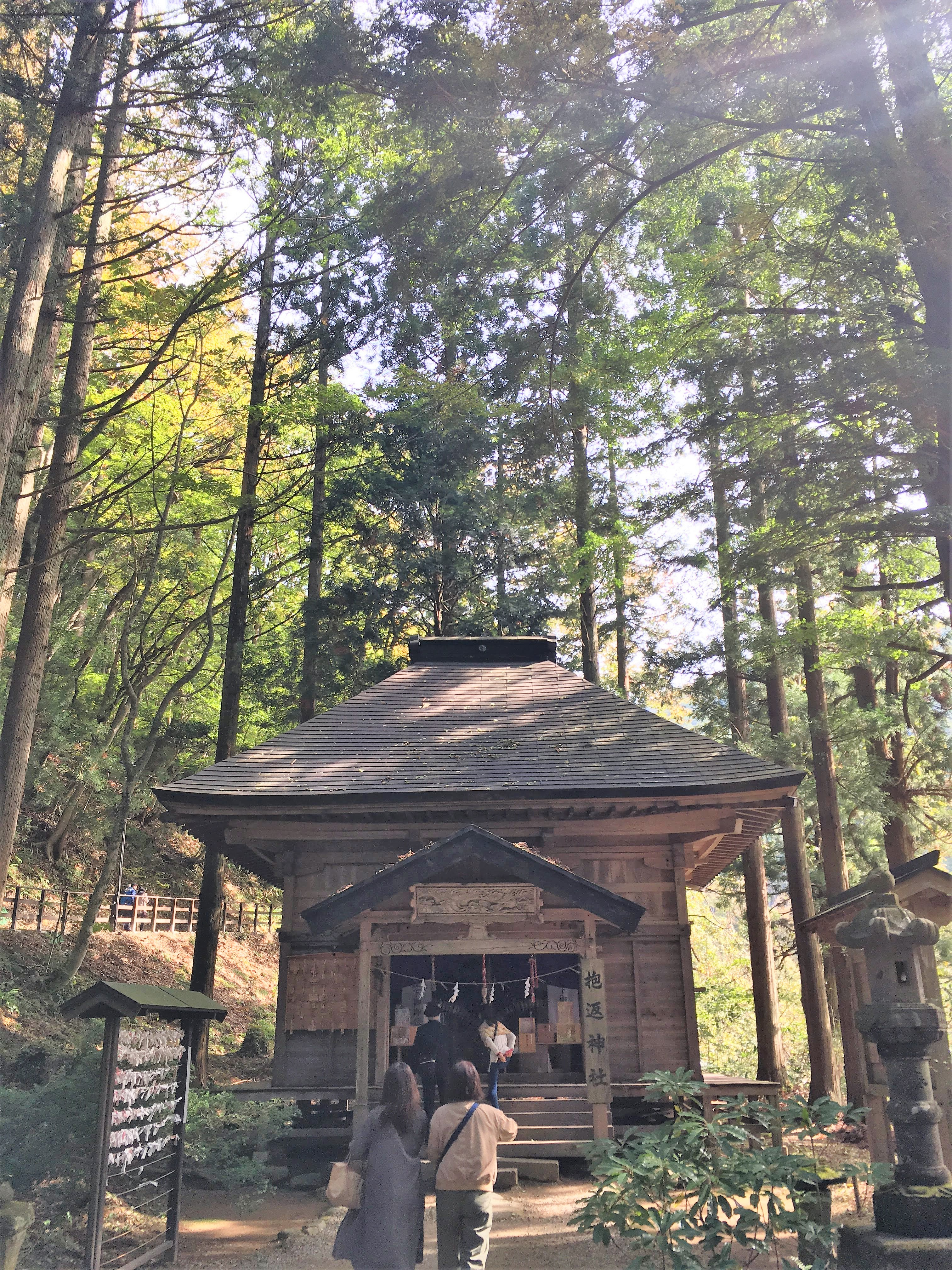
渓谷の近くにある抱返神社

## 名前の由来
名の由来は、地形が非常に急峻で狭隘なために、人がすれ違うときに、互いを抱き合って振り返ったことに因むといわれる。

## アクセス
- JR田沢湖線 神代駅より南東へ約4 km。
  - 路線バスは、2007年9月末をもって廃止されたため、観光バスかタクシーでの移動のみ
- 国道46号から秋田県道50号大曲田沢湖線経由で約10分。